# Fiona Volpe
Fiona Volpe è un personaggio di Agente 007 - Thunderball (Operazione tuono), quarto film della serie cinematografica di James Bond. Non presente nell'omonimo romanzo di Ian Fleming, è un'invenzione per la versione cinematografica, nell'adattamento italiano del film il personaggio è stato ribattezzato "Francis Walker".
Interpretata dall'attrice italiana Luciana Paluzzi, è una delle Bond girl del film nonché nemica del protagonista James Bond.
Nel remake Mai dire mai del 1983, il nome del personaggio è stato cambiato in Fatima Blush nonostante il ruolo rimanga lo stesso del film originale. In questa versione è stata interpretata da Barbara Carrera.

## Biografia
Come assassina al servizio della SPECTRE, Fiona Volpe gioca il ruolo dell'amante del pilota della NATO Maggiore Francois Derval. Lo scopo è quello di rubare l'Avro 698 Vulcan, un bombardiere che equipaggia due bombe nucleari, armi con le quali la SPECTRE intende minacciare l'intero pianeta. Organizza l'omicidio del maggiore Derval, il quale, affinché venga compiuto il furto del bombardiere, viene sostituito da Angelo, un suo sosia. Inoltre, uccide (reo di aver ripetutamente fallito nel tentativo di eliminare James Bond), durante un emozionante inseguimento (terminato il quale decide di distruggere il proprio veicolo per depistare i sospetti di Bond) il Conte Lippe, distruggendo la sua automobile per mezzo di un missile lanciato dalla sua motocicletta.
L'incontro tra lei e Bond avviene a Nassau, dove Bond si trova costretto a fare l'autostop. Fiona Volpe accetta di riportarlo in albergo - lo stesso dove anche lei alloggia - dando prova di una guida spericolata. Più tardi, catturerà Paula Caplan, agente dei servizi segreti britannici e alleata di Bond, tentando - senza successo, dal momento che la Caplan si ucciderà assumendo tempestivamente del cianuro - di estorcerle delle confessioni. Subito dopo questo fallimento prepara un agguato a Bond: facendosi trovare nella vasca da bagno della sua camera d'albergo lo seduce e trascorrono una notte d'amore dopo la quale però due energumeni della SPECTRE catturano Bond e lei si vanta di non essersi fatta incantare da lui e indotta a passare dalla sua parte.
James Bond: Beh, non si può mica vincere sempre»
Fiona rivela quindi la sua reale identità - anche se questa non costituisce una sorpresa per l'agente segreto britannico che l'aveva notata indossare lo stesso anello di Emilio Largo - e Bond verrà scortato dai due sicari del capo. Prima però di essere condotto dal cattivo, riesce Bond a liberarsi nascondendosi tra la folla di una festa popolare. Rifugiatosi al Kiss Kiss Club, viene nuovamente identificato mentre balla con una sconosciuta; Fiona Volpe gli si avvicina facendo allontanare la donna. Bond e Fiona iniziano a ballare un lento. Nel frattempo, uno dei due sicari, da dietro una tenda, punta la pistola contro Bond il quale finge di non accorgersene, ma nel momento dello sparo frappone il corpo di Fiona alla traiettoria del proiettile. Fiona Volpe così muore e il suo corpo viene accasciato, senza suscitare sospetti, dolcemente su una sedia.

### InMai dire mai
Nel film rivale della serie originale, Mai dire mai, il personaggio, interpretato dall'attrice nicaraguense Barbara Carrera, è una psicopatica killer di nome "Fatima Blush", affiliata all'organizzazione criminale della SPECTRE.